# Sfingomielină

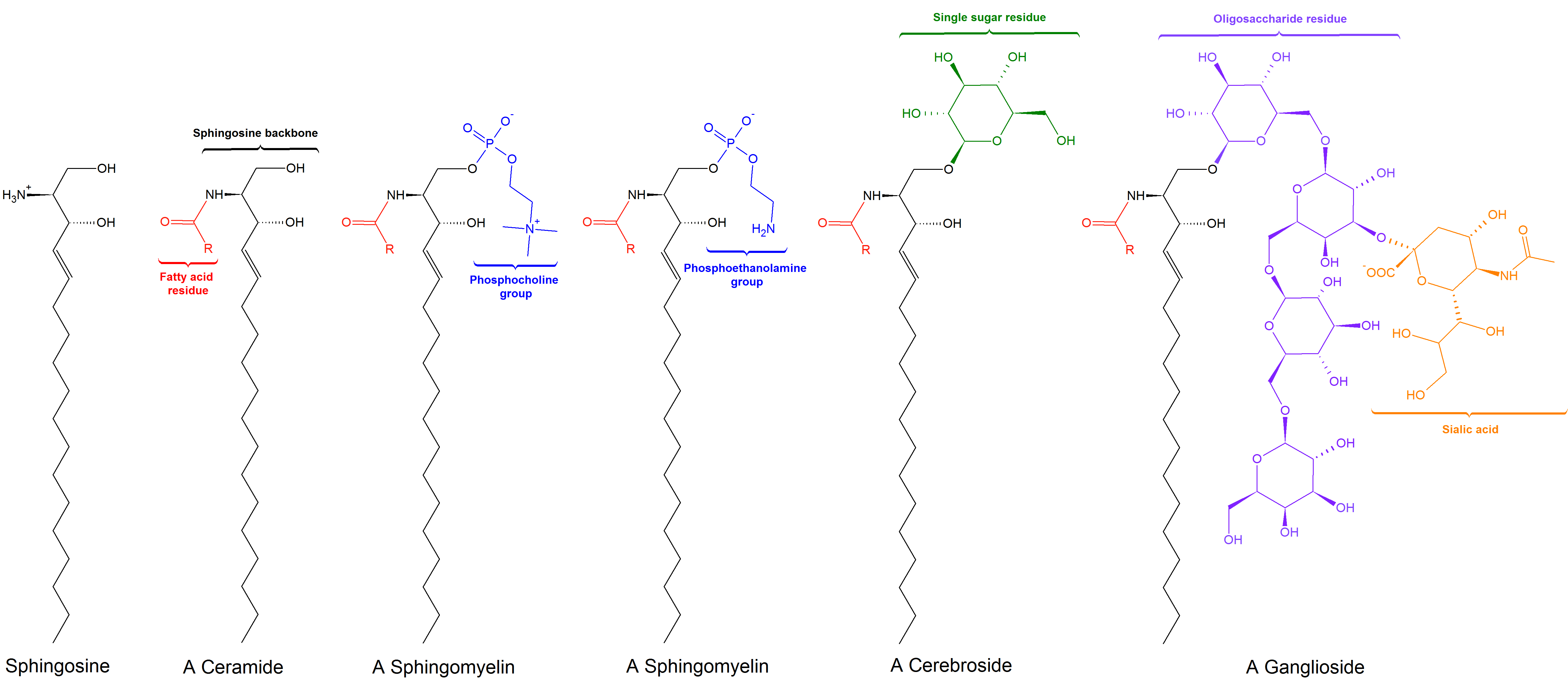
Structura generală a sfingolipidelor

Sfingomielina este un tip de sfingolipidă care se găsește în membranele celulelor animale, în special în învelișul membranos de mielină care înconjoară axonii unor celule nervoase. De obicei, este alcătuită din fosfocolină și ceramidă, sau dintr-o grupare cap de fosfoetanolamină. Prin urmare, sfingomielinele pot fi clasificate și ca sfingofosfolipide. La om, sfingomielina reprezintă ~85% din toate sfingolipidele și constituie de obicei 10-20% molar din lipidele membranei plasmatice.